# 米澤秀敏
米澤 秀敏（よねざわ ひでとし、1973年7月2日 - ）は、RSK山陽放送のアナウンサー、報道記者である。

## 来歴
広島県広島市出身（生まれも広島市）。修道高等学校、慶應義塾大学環境情報学部卒業。
1996年に山陽放送（当時の社名）に入社し、同期の坤徳ひとみ、高畑誠、西田多江、森下真由美とともに同局のアナウンサーになる。アナウンス部、ラジオ制作部などへの所属を経て、報道制作局報道部に在籍している（2022年時点での肩書きは主査）。
2007年からはニュースやドキュメンタリーの制作に携わり、そのうちのいくつかは日本医学ジャーナリスト協会賞や日本民間放送連盟賞などの受賞作となっている。一例を挙げると、米澤が手掛けたラジオドキュメンタリー『塀の中のラジオ 〜贖罪と更生 岡山刑務所から』は、第47回（2020年度）放送文化基金賞の番組部門ラジオ番組で最優秀賞を、2021年度（第76回）文化庁芸術祭賞のラジオ部門ドキュメンタリーの部で大賞を受賞している。
2024年4月より、報道制作局報道部に在籍したままでアナウンサーとして復帰している。復帰と同時に担当している『ライブ5時 いまドキッ!』の企画コーナーにて、『おかやまマラソン2024』に挑戦することが発表された。

## 担当番組

### テレビ番組
- ハマイエてれび回覧板[RSK 1]
- VOICE21[RSK 4]
- RSKイブニングニュース[RSK 5]
- ライブ5時 いまドキッ![8]

### ラジオ番組
- ラジばたワイド リクエストちょーDAY!![RSK 6]
- 日産ウィークエンドジョッキー[RSK 6]
- SUNDAY O-Hits![9][RSK 6] → FRIDAY O-Hits![RSK 7]
- スポーツジョッキーα[RSK 6]
- アットちゃん倶楽部[RSK 8]
- ごきげん探偵団[RSK 8] → ごきげん探偵団 Part II[RSK 2]
- 科技専チャレンジ！アンモナイトとさくら貝[RSK 2]
- どきどき！ラジオタウン[RSK 9]
- おかやま花ごよみ[RSK 9]
- イブニングおかやま お疲れさま[RSK 10]
- 朝耳らじお → 朝耳らじお5.5 - 火曜・水曜担当[RSK 11]（2019年4月 - 2019年6月、2019年10月 - ）、月曜・火曜・水曜担当[RSK 12]（2019年7月 - 2019年9月）
- せとうち企業セレクション[RSK 3]
- おかやまニュースの時間 - 月曜担当[RSK 3]（2019年10月 - ）
- 沢知恵 日曜日の音楽室 - ディレクター[RSK 13]